# Krzysztof Makowski (polityk)
Krzysztof Michał Makowski (ur. 29 września 1970 w Łodzi) – polski polityk, samorządowiec, w latach 2001–2004 wojewoda łódzki.

## Życiorys
Absolwent Technikum Ogrodniczego w Łodzi oraz studiów na Politechnice Łódzkiej, ukończył również roczne podyplomowe studium dla menedżerów. Posiada uprawnienia licencjonowanego zarządcy nieruchomości. Należał do Stowarzyszenia „Ordynacka”.
W 1993 związał się z Sojuszem Lewicy Demokratycznej.  W wyborach parlamentarnych w 1997 bez powodzenia ubiegał się o mandat poselski z listy SLD w województwie łódzkim (otrzymał 963 głosy). W wyborach samorządowych w 1998 uzyskał mandat radnego łódzkiej rady miasta. Od marca do października 2001 był wiceprezydentem Łodzi. Od października 2001 do maja 2004 zajmował stanowisko wojewody łódzkiego.
W wyborach w 2006 jako kandydat Lewicy i Demokratów bez powodzenia ubiegał się o urząd prezydenta Łodzi. Otrzymał 51 758 głosów (23,33%). W tych samych wyborach uzyskał mandat radnego sejmiku, następnie objął funkcję członka zarządu województwa. Został odwołany w 2008. W 2010 nie ubiegał się o reelekcję w wyborach samorządowych. W wyborach parlamentarnych w 2011 z ramienia SLD kandydował do Senatu, zajmując 3. miejsce spośród 4 kandydatów w okręgu nr 24 i otrzymując 33 293 głosów (19,26%).
Od marca 2003 do lutego 2010 przewodniczył SLD w województwie łódzkim. Od 21 czerwca 2008 zasiadał w zarządzie krajowym partii. 7 grudnia 2011 przeszedł do Ruchu Palikota. Został wiceprzewodniczącym zarządu okręgu łódzkiego tej partii. W 2013 został koordynatorem stowarzyszenia Europa Plus w województwie łódzkim oraz, w październiku tego samego roku, działaczem Twojego Ruchu (partii nowo powołanej przez Ruch Palikota i stowarzyszenie Europa Plus). Objął funkcję przewodniczącego TR w województwie łódzkim. W wyborach do Parlamentu Europejskiego w 2014 kandydował z listy komitetu Europa Plus Twój Ruch, który nie uzyskał mandatów.
W wyborach samorządowych w tym samym roku otwierał listę TR do sejmiku województwa, jednak partia nie uzyskała mandatów. W tych samych wyborach zgłosił chęć ubiegania się o prezydenturę Łodzi, jednak zrezygnował, popierając urzędującą prezydent z PO. Z początkiem lipca 2015 odszedł z TR, następnie współpracował z Platformą Obywatelską, kandydując z jej rekomendacji w 2015 i 2019 do Sejmu. W 2018 ponownie uzyskał mandat radnego miejskiego w Łodzi. W 2022 związał się z powstałą z przekształcenia SLD Nowej Lewicy, w 2023 był kandydatem tego ugrupowania na posła. W 2024 został wybrany do rady miejskiej na kolejną kadencję.

## Odznaczenia
W 2010 otrzymał Srebrny Krzyż Zasługi.

## Życie prywatne
Jest mężem Anny Adamskiej-Makowskiej, działaczki samorządowej. Mają sześcioro dzieci.